# Beverley Klein
Beverley Klein (Londra, 15 gennaio 1954) è un'attrice teatrale e cantante inglese.

## Biografia
Nata in una famiglia ebraica a Whitechapel e cresciuta nel quartiere londinese di Stepney, ha studiato all'Università di Warwick e poi recitazione alla Mountview Academy of Theatre.
Nel 1985 si è unita alla Royal Shakespeare Company per recitare nella prima britannica di Les Misérables al Barbican Center e poi nel Palace Theatre del West End; nel 1995 sarebbe tornata nel cast di Les Misérables per una speciale rappresentazione alla Royal Albert Hall per celebrare il decimo anniversario del musical. Nel 1995 ha recitato alla Donmar Warehouse, interpretando la signora Peachum in un allestimento dell'Opera da tre soldi diretto da Phyllida Lloyd, mentre nel 1999 ha esordito al National Theatre recitando nel Candide diretto da Trevor Nunn nei panni della Vecchia Signora. Negli anni successivi è tornata più volte al National Theatre, recitando, tra gli altri, nel ruolo della Nutrice nel Romeo e Giulietta con Chiwetel Ejiofor (2000). Nel 2001 invece ha recitato in Sei personaggi in cerca d'autore al Young Vic, per la regia di Richard Jones.
Nel 2002 ha interpretato Mrs Lovett nella produzione dell'Opera North di Sweeney Todd, diretta da David McVicar e rappresentata in tournée diversi teatri britannici, tra cui il Teatro Sadler's Wells di Londra e il Grand Theatre di Leeds. Negli anni successivi ha recitato in diversi musical, tra cui How to Succeed in Business Without Really Trying a Chichester (2005) e come Golde in Fiddler on the Roof al Savoy Theatre di Londra (2007). Sempre nel 2007 ha esordito alla Royal Opera House interpretando la Strega in Into the Woods, mentre nel 2008 ha debuttato al London Coliseum nel ruolo della Vecchia Signora in Candide. Negli anni successivi ha esordito a Parigi come Strega in Into the Woods al Théâtre du Châtelet (2014), ha interpretato l'eponima protagonista in Bernarda Alba all'Union Theatre ed è tornata a recitare al National Theatre di Londra nei drammi Ivanov e Platonov di Anton Čechov (2016). Successivamente ha recitato in una tournée francese e italiana de L'opera del mendicante (2018), è apparsa nella prima britannica di Indecent alla Menier Chocolate Factory nel 2021, ha interpretato Fräulein Schneider in Cabaret al Kit Kat Club (2023) e ha recitato in un nuovo allestimento di Fiddler on the Roof al Regent's Park Open Air Theatre (2024); per la sua interpretazione nel ruolo di Yente ha ottenuto una candidatura al Premio Laurence Olivier come migliore attrice non protagonista in un musical.

## Filmografia parziale

### Televisione
- L'amore e la vita - Call the Midwife (Call the Midwife) - film tv (2012)